# Светски дан јабука
Дан јабука је годишња прослава јабука и воћњака која се одржава у октобру. Слави се углавном у Уједињеном Краљевству . Традиционално пада на 21. октобар, на датум првог таквог догађаја 1990. године, али се догађаји одржавају током целог месеца. Обично је то догађај викендом, који се обично одржава у суботу и недељу најближе 30. октобру.
Догађаји који се организују поводом Дана јабуке могу бити различитог обима. Могу укључивати игре са јабукама у башти до великих сеоских сајмова са демонстрацијама кулинарства, играма, идентификацијом јабука, соком и јабуковачем, саветима у башти и продајом више стотина сорти јабука.

## Историја
Дан јабуке је иницирала хуманитарна и лоби организација Common Ground 21. октобра 1990. године на догађају у Ковент Гардену у Лондону. До 2000. године овај дан се славио на више од 600 локација широм Уједињеног Краљевства. 

## Медији
Apple Day је назив песме британског текстописца Фила Багалија, некадашњег ауторског дуа Фил и Џон.
Дан јабука славе сељани у радио сапуници The Archers.